# Amoral
Amoral — финская группа из Хельсинки, играющая в стиле техникал-, прогрессив-, мелодик-метал с элементами хард-рока. Сама группа описывает свой стиль как «Классический рок 21-го века». Четвёртый студийный альбом группы совершил переворот в звучании, сменив господство дэт-метала и тяжёлых риффов мелодичностью с преобладанием чистого вокала.

## История

### Ранние годы
Группа Amoral была образована в Хельсинки в 1997 году двумя школьными друзьями Беном Вароном и Юханой Карлссоном. Сильвер Отс присоединился чуть позже. Первым вокалистом был Матти Питканен. Место бас-гитариста занял Вилле Сорвали, и Отс, играющий басовые партии на демозаписях до этого, стал вторым гитаристом. Первое демо группы, Desolation, появилось в 2001 году. После этого в группе произошли изменения, и место вокалиста занял Нико Каллиоярви. После выпуска в 2002 году второго демо, Other Flesh, группа заключила контракт с британским лейблом Rage of Achilles.

### Wound Creations
Дебютным альбомом Amoral стал выпущенный в 2004 году Wound Creations, после появления которого группу покинул бас-гитарист Вилле Сорвали, желающий уделять больше времени своему второму проекту, Moonsorrow. Новым бас-гитаристом группы стал Эркки Сильвеннойнен. Вскоре после этого произошёл разрыв с лейблом Rage of Achilles, и группа подписала новый контракт, на этот раз с лейблом Spikefarm, отделением финского Spinefarm Records. Альбом был перевыпущен, в качестве бонус-трека была выбрана композиция «Metamorphosis», впервые появившаяся на демо Desolation. Альбом получил по большей части положительные отзывы как в Финляндии, так и за её пределами, что также сказалось на активизации концертной деятельности коллектива. Весной 2005 года группа отправилась в тур с Finntroll и Naglfar.

### Decrowning
Осенью 2005 года состоялся релиз второго студийного альбома группы, Decrowning, который также получил положительные отзывы. На песню «Lacrimal Gland» было снято первое в истории группы музыкальное видео. С этим альбомом группа отправилась во второй в своей истории тур в начале 2006 года, с уже знакомым шведским коллективом Naglfar, а также Dark Funeral.

### Reptile Ride
Третий студийный альбом группы, Reptile Ride, был записан в студии Sound Supreme в начале 2007 года. Релиз состоялся в августе 2007 года. Композиция «Leave Your Dead Behind» была выпущена синглом, и на неё было снято видео. Альбом поднялся на 5-ю строчку финского чарта сразу после своего выхода. В октябре-ноябре 2007 года группа выступала с концертами по Европе совместно с Norther и Dron. После выхода этого альбома группу ожидали очередные перемены состава. В июле 2007 года бас-гитарист Эркки Сильвеннойнен покинул группу, и его место в мае 2008 года занял Пекка Йоханссон. В июле 2008 года вокалист коллектива, Нико Каллиоярви, оставил группу.
«После долгих раздумий я решил покинуть Amoral. Ничего особенного не произошло, но по прошествии лет вещи становятся все более и более ясными для меня. Уйти из одной из самых перспективных групп не является простым решением, но я понял, что мне комфортнее заниматься своими делами в более медленном темпе, чем темп Amoral. Взять перерыв и заставить остальных ребят ждать было бы слишком эгоистично для меня, поэтому я принял решение уйти. Я бы был рад остаться, но не хочу задерживать этих талантливых парней. Я думаю, что лучше позволить им найти кого-то с большей мотивацией, чем заставить ждать моего возвращения. Я уверен, что в конечном итоге это просто ещё один большой шаг вперед для группы» — Нико Каллиоярви.
В ноябре 2008 года группа объявила, что место вокалиста займёт Ари Койвунен, ставший известным благодаря победе в финском шоу талантов Idols в 2007 году.

### Show Your Colors
Релиз четвёртого студийного альбома Show Your Colors состоялся 6 мая 2009 года. Альбом, разительно отличающийся от предыдущих как по стилю музыки, так и по манере исполнения, сразу привлёк к себе внимание любителей тяжёлой музыки в Финляндии и за её пределами. Первый сингл, «Year of the Suckerpunch» впервые прозвучал на радио 16 января 2009 года. Вторым синглом альбома стала композиция «Gave Up Easy», на которую, как и на первый сингл, было снято видео. По сравнению с предыдущими работами коллектива четвёртый альбом отличился большей мелодичностью, гроул был вытеснен чистым вокалом. Помимо Финляндии он был издан в Великобритании, Германии, США, Канаде и Японии. В октябре 2009 года группа отправилась в европейский тур Forging Europe 2009 вместе с известной финской группой Amorphis.

### Beneath
В ноябре 2009 года начинается работа над пятым студийным альбомом группы. 12 января 2010 года группа объявляет, что пути Amoral и Сильвера Отса разошлись.
«Хотел бы поблагодарить парней за самоотверженность и решительность в течение многих лет, а также за то, что со мной случилось за эти годы. Я дорожу опытом и милями, которые мы проехали. Желаю Amoral всего наилучшего и поднимаю большие пальцы вверх в знак одобрения Вальттери Хирвонена, который принял вызов!» — Сильвер Отс.
Фотограф Вальттери Хирвонен, фактически являющийся «6-м членом группы» и на тот момент уже подменивший Отса в европейском туре 2009 года, взял на тебя обязанности гитариста на время поиска замены.
В конце января 2011 года Amoral объявили, что новым гитаристом становится Маси Хукари. Помимо записи гитарных партий Маси также выступил соавтором двух песен нового альбома.
В 2011 году в студии Sound Supreme был записан пятый студийный альбом группы. Альбом был выпущен 26 октября 2011 года и получил название Beneath. Японское издание альбома вышло 19 октября 2011. Продюсерами альбома выступили Янне Сакса и гитарист Бен Варон. Акцент по-прежнему на виртуозных гитарных риффах, новых аранжировках, однако масштаб шире, чем прежде: от 9-минутного заглавного трека Beneath, хардрок-песен «Silhouette» и «Same Difference» до техникал-дэт композиций «(Won’t Go) Home» и «Staying Human» и акустической «Wastelands».
Первый сингл «Same Difference» был выпущен в начале лета 2011 года. Второй сингл «Silhouette» впервые прозвучал на финском Radio Rock 3 октября. На песни «Silhouette» и «Wrapped In Barbwire» были сняты видео. Beneath был выпущен в Северной Америке 14 февраля 2012 года (The End Records), в России — 27 марта 2012 года (Fono Records).
В марте 2012 года Amoral дебютируют на ежегодном фестивале South by Southwest в Остине, Техас, а также в Шанхае в апреле того же года. В мае группа выступает в Токио с Insomnium, Profane Omen и Swallow The Sun на Finland Fest 2012 Metal Attack и на Owari Metal Festival в Нагое. Осенью 2012 года Amoral отправляются в пятинедельный европейский тур Bearers Of The Sword с группой Ensiferum. Весной 2013 года группа принимает участие в фестивале Pulp Summer Slam на Филиппинах, фестивале Yugong Yishan в Пекине и в Midi-фестивале в Шанхае. Фестиваль в Пекине, собравший десятитысячную аудиторию, становится самым крупным событием в истории группы.

### Fallen Leaves & Dead Sparrows
Запись следующего альбома Amoral «Fallen Leaves & Dead Sparrows» проходила в 2013 году. Релиз альбома в Финляндии состоялся 14 февраля 2014 года под лейблом Imperial Cassette. В Европе — несколько позднее, 28 марта 2014 года (в Великобритании — 31 марта). Продюсированием занимался Бен Варон, особым гостем альбома стал Марко Хиетала. Марко работал над записью вокала, и его участие позволило раскрыть новые грани звучания голоса Ари Койвунена. Музыкальный стиль группы стал как никогда близок к стилю прогрессив. Альбом получил преимущественно положительные отзывы от музыкальных изданий как в Финляндии, так и в Европе и США. Критики отмечали инструментальное и вокальное мастерство Amoral, а также разноплановость их музыки. Первое видео на песню «Blueprints» было снято Вальттери Хирвоненом.
28 марта 2014 года в клубе Nosturi в Хельсинки прошёл концерт, посвящённый десятилетию дебютного альбома Amoral. Это событие вместе с ними отмечали музыкальные коллективы Profane Omen и MyGRAIN. Полная версия видео этого концерта была выложена на YouTube вместе с дополнительным материалом. В июне 2014 года Amoral отыграли на Tuska Open Air в Хельсинки, а осенью прошёл их тур по Финляндии. В ноябре группа продолжила концертную деятельность по Европе: Amoral, Acyl и Lehmann Project принимали участие в туре шведской группы Dark Tranquillity.

### In Sequence
В апреле 2014 года началась работа над седьмым альбомом группы, студийная запись была начата 13 февраля 2015 года. 26 марта было официально объявлено о возвращении в группу Нико Каллиоярви в качестве третьего гитариста и экстрим-вокалиста. В конце июня Amoral выступили на Tuska Open Air AfterParty в Хельсинки, где исполнили одну песню из нового альбома — «Rude Awakening».
В конце ноября 2015 года были объявлены даты выхода следующего студийного альбома под названием In Sequence: 29 января 2016 года в Японии (Ward Records), 5 февраля 2016 года в других странах (Imperial Cassette, Gordeon Music, Nightmare Records). По словам Бена Варона, в альбоме сохранится прогрессив линия «Fallen Leaves & Dead Sparrows», но звучание станет более тяжёлым. Кроме шести основных членов группы в записи приняли участие приглашённые музыканты: перкуссионист Тэхо Майамяки, вокалистка группы Indica Йонсу и Амин Бенотман, вокалист и лидер Acyl. 4 декабря 2015 состоялся релиз первого сингла «Rude Awakening» на YouTube.
Весной 2016 года состоялся мини-тур по Финляндии.

27 июля 2016 года группа объявила о своём расформировании в связи с несовпадением графиков и желанием заниматься другими проектами.
«С тяжестью на сердце мы объявляем, что решили расформировать Amoral. Это было не легкое решение, так как эта группа стала огромной частью нашей жизни (в случае Бена и Юханы, около 19 лет!), но все же мы почувствовали, что время пришло. Постоянно конфликтующие графики и угасание интереса к турам некоторых членов команды привели к тому, что группа продвигалась с вдвое меньшей скоростью. Amoral – это не «среднескоростная» команда. Все или ничего. И, если быть честными, идея начать что-то совершенно новое после всего этого времени стала очень привлекательной».
На осень 2016 года группа анонсировала прощальный мини-тур по Финляндии, объявив о том, что тур будет "взрывом из прошлого", и будут исполняться песни только из трёх первых альбомов. Последний концерт состоится 5 января 2017 года в Хельсинкском клубе Tavastia.

## Участники

### Текущий состав
Бен Варон — гитара, музыка, тексты (1997-)

Ари Койвунен — вокал (2008-)

Маси Хукари — гитара, клавишные (2010-)

Нико Каллиоярви — гитара, экстрим-вокал (2002—2008, 2015-)

Юхана Карлссон — ударные (1997-)

Пекка Йоханссон — бас-гитара (2008-)

### Бывшие участники
Матти Питканен — вокал (1997—2001)

Вилле Сорвали — бас-гитара (2001—2004)

Эркки Сильвеннойнен — бас-гитара (2004—2007)

Сильвер Отс — гитара (1997—2010)

## Дискография
Студийные альбомы
- Wound Creations (2004, Spikefarm Records)
- Decrowning (2005, Spikefarm)
- Reptile Ride (2007, Spikefarm)
- Show Your Colors (2009, Spinefarm)
- Beneath (2011, Imperial Cassette)
- Fallen Leaves & Dead Sparrows (2014, Imperial Cassette)
- In Sequence (2016, Imperial Cassette)

Демо-записи
- Desolation (2001)
- Demo II (2002)
- Other Flesh (2002)

Синглы
- «Leave Your Dead Behind» (2007)
- «Year of the Suckerpunch» (2009)
- «Gave Up Easy» (2009)
- «Same Difference» (2011)
- «Silhouette» (2011)
- «If Not Here, Where?» (2013)
- «No Familiar Faces» (2014)
- «Rude Awakening» (2015)